# Походът на императорите
Походът на императорите (на френски: La Marche de l'empereur) е френски пълнометражен документален филм от 2005 година с режисьор и сценарист Люк Жаке, копродуциран от Бон Пиош и Националното географско дружество. Документалният филм разказва за ежегодната миграция, която императорските пингвини извършват в Антарктика.
Есенно време всички пингвини в размножителна възраст (на пет и повече години) напускат океана, който е обичайният им хабитат, за да се отправят на път към вътрешните части на континента, където са наследствените им места за чифтосване. Там пингвините си намират партньор и участват в ухажване, което при успех води до излюпването на малко. В следващите месеци, за да оцелее в студа малкото пингвинче, двамата родители се редуват да го гледат и докато единият родител се грижи за него, другият предприема дълги и изтощителни преходи между вътрешността на континента и океана.
Филмът е заснет около френската научноизследователска антарктическа база Дюмон Дюрвил на Земя Адели в продължение на една година от двама самостоятелно работили оператори – Лорен Шале и Жером Мезон.
Филмът излиза на екран във Франция на 26 януари 2005 от Buena Vista International, а в САЩ на 24 юни 2005 от Warner Independent Pictures. Филмът печели Оскар за най-добър документален филм за 2005 година. През 2007 година излиза своеобразното продължение „Арктическа приказка“ за живота на белите мечки. Пряко продължение, озаглавено „Императорът“ излиза във Франция през 2017 година от Disneynature.

## В България
В България филмът е пуснат по кината на 3 февруари 2006 г. от Про Филмс, а през 2008 г. е пуснат на DVD.
На 2 март 2008 г. е излъчен по БНТ 1.

### Български дублаж
Синхронен дублаж
| Изпълнителен продуцент | Васил Новаков                                       |
| Преводач               | Христо Христов                                      |
| Озвучаващи артисти     | Ралица Ковачева-Бежан Георги Николов Владимир Пенев |
| Тонрежисьор            | Петър Костов                                        |
| Режисьор на дублажа    | Симона Нанова                                       |

Войсоувър дублаж
| Обработка           | Главна редакция „КИНО“                     |
| ------------------- | ------------------------------------------ |
| Преводач            | Христо Христов                             |
| Редактор            | Венка Ризова                               |
| Тонрежисьор         | Трендафилка Немска                         |
| Режисьор на дублажа | Димитър Караджов                           |
| Озвучаващи артисти  | Петя Абаджиева Живка Донева Владимир Пенев |